# Klausjagen
Das Klausjagen in Küssnacht am Rigi ist ein St. Nikolaus-Brauch, der seit der frühen Neuzeit jeweils am 5. Dezember stattfindet. Fällt der 5. Dezember auf einen Samstag oder Sonntag, wird der Klausumzug am Freitag abgehalten.

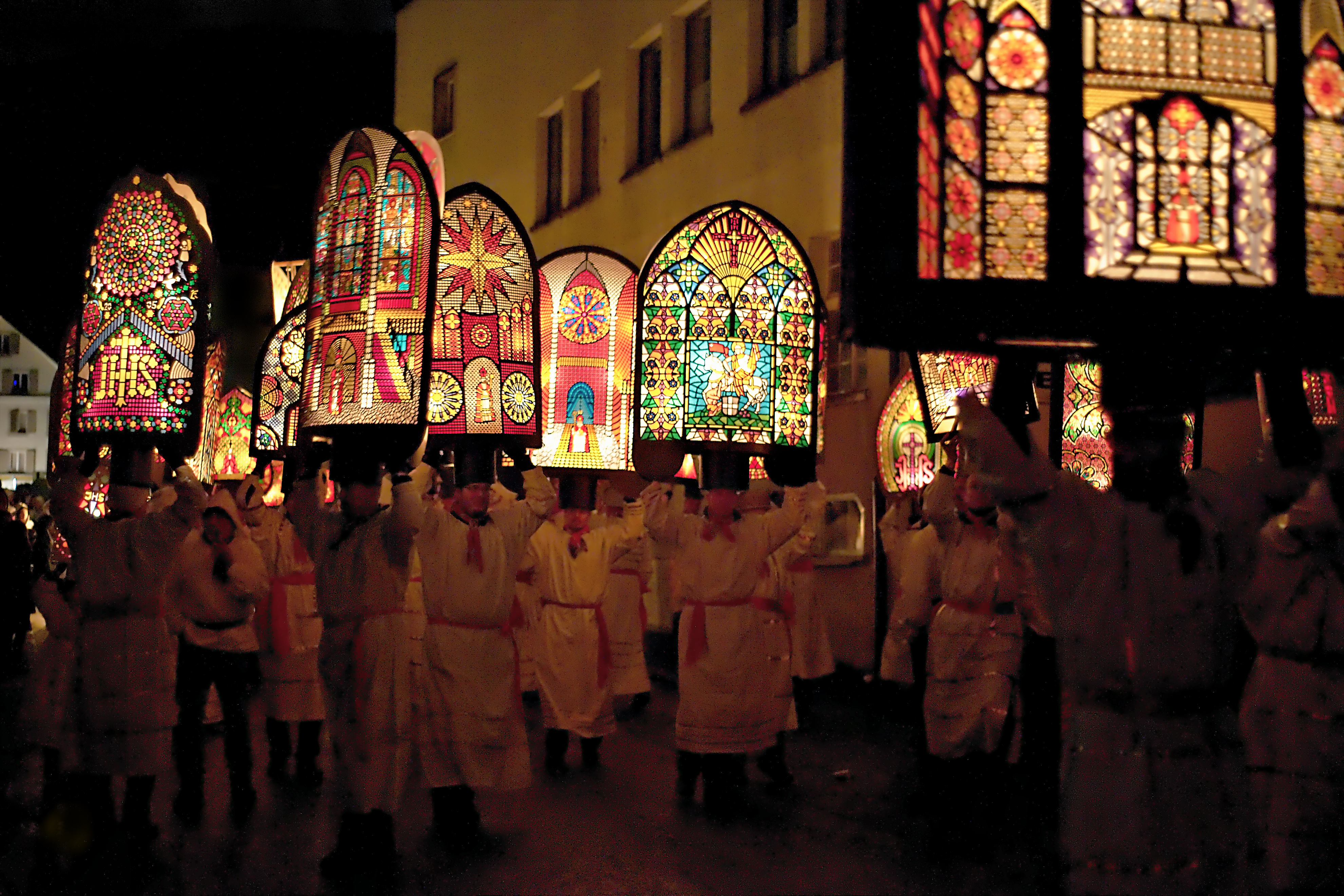
Iffelen am Klausumzug 2011

## Geschichte
In seinen ältesten Formen zogen dabei die Burschen von Küssnacht durch die Gassen und pöbelten die Leute an, um Esswaren und alkoholische Getränke zu erhalten. 1928 wurde die Küssnachter St. Niklausengesellschaft gegründet mit dem Ziel, das Fest in geordnete Bahnen zu lenken.

## Ablauf
Abends um acht Uhr versammeln sich die rund 1'500 Klausjäger. Alle tragen das weisse Hirtenhemd. Nach einem Böllerschuss um 20:15 Uhr geht in ganz Küssnacht die Beleuchtung aus. Die Geislechlepfer lassen ihre Peitschen knallen, während sie dem Umzug vorangehen. Hinter ihnen tänzeln still die Iffeleträger. Sie tragen die Iffelen auf dem Kopf. Diese sind aus Karton und farbigem Seidenpapier gefertigt und sehen aus wie Kirchenfenster, welche von innen durch Kerzen beleuchtet werden. Die grössten Iffelen sind mehr als zwei Meter hoch und 20 kg schwer. Nun kommt der Samichlaus, begleitet von mehreren Schmutzli und Fackelträgern. Die Schmutzli verteilen Krapfen, Dörrfrüchte und Nüsse an die Zuschauer. Es folgen die Blechbläser mit der traditionellen Klausenmelodie. Dann kommen die Trychler, die mit ihren Kuhglocken die grösste Gruppe des Umzugs bilden. Dieser findet seinen schaurig-schönen Ausklang durch die Hornbläser.
Nach dem Umzug durchstreifen Klausjäger in kleineren Gruppen die ganze Nacht das Dorf Küssnacht, bevor sie sich morgens um sechs zum abschliessenden Sächsizügli wieder zusammenfinden.